# Gadoufaoua

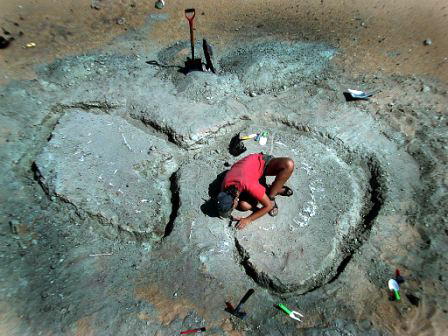
Ein Mitarbeiter der Sereno-Expedition inmitten des Teilskeletts eines Nigersaurus taqueti in Gadoufaoua

Gadoufaoua (auch Gadafaoua, Gadafoua, Gadoufawa) ist eine Region in Niger. Sie liegt in der Landgemeinde Aderbissinat im Süden des Aïr-Gebirges auf einem Drittel der Strecke durch die Ténéré zum Termit-Massiv.

## Saurierfriedhof
Gadoufaoua ist für die weit verstreuten Saurierknochen bekannt, die man in diesem Landstrich antreffen kann. Die ganze Region wird auch „Saurierfriedhof“ genannt. Daneben finden sich versteinerte Bäume und andere urgeschichtliche Überreste. Ein vollständig erhaltenes Saurierskelett befindet sich im Nigrischen Nationalmuseum in Niamey. 
Der Fundplatz wurde 1958 bei der Suche nach Uran entdeckt. Ende der 1960er Jahre begann der französische Paläontologe Philippe Taquet mehrere Expeditionen in Gadoufaoua durchzuführen. Er beschrieb 1976 die neuentdeckte Dinosaurierart Ouranosaurus nigeriensis. Der US-amerikanische Paläontologe Paul Sereno, der zuvor bereits in Ingall geforscht hatte, begann 1997 mit Erkundungen in Gadoufaoua. Sein Team stellte 1998 die Erstbeschreibung der Dinosaurierart Suchomimus tenerensis und 1999 jene der Dinosaurierart Nigersaurus taqueti vor.
Der Besuch dieser wissenschaftlich bedeutsamen Region unterliegt strenger Aufsicht.